# Saint-Abraham
 Saint-Abraham  (en bretón Sant-Abran) es una población y comuna francesa, situada en la región de Bretaña, departamento de Morbihan, en el distrito de Vannes y cantón de Malestroit.

## Demografía
| 387 | 404 | 408 | 419 | 451 | 456 |
| Para los censos de 1962 a 1999 la población legal corresponde a la población sin duplicidades (Fuente: INSEE [Consultar]) |     |     |     |     |     |